# عين الشكاك
عين شڭاڭ هي مدينة صغيرة وهادئة  تنتمي لإقليم صفرو، جهة فاس مكناس، وتبعد عن مدينة فاس بمسافة 20,9 كم، و بمسافة 55,2 كم عن مدينة صفرو، و تضم هذه البلدة 15.475 ساكنا حسب إحصاء سبتمبر 2004.